# برايان ويلكينسون
برايان ويلكينسون (بالإنجليزية: Brian Wilkinson) هو سباح أسترالي، ولد في 12 فبراير 1938 في ميوسولبروك في أستراليا.

## روابط خارجية
- برايان ويلكنسون على موقع الاتحاد الدولي للسباحة (الإنجليزية)
- برايان ويلكنسون على موقع أوليمبيديا (الإنجليزية)
- برايان ويلكنسون على موقع اللجنة الأولمبية الأسترالية (الإنجليزية)
- برايان ويلكنسون على موقع اتحاد ألعاب الكومنولث (مؤرشف) (الإنجليزية)